# Оліветт (Міссурі)
Оліветт (англ. Olivette) — місто (англ. city) в США, в окрузі Сент-Луїс штату Міссурі. Населення — 8504 особи (2020).

## Географія
Оліветт розташований за координатами 38°40′21″ пн. ш. 90°22′42″ зх. д. / 38.67250° пн. ш. 90.37833° зх. д. (38.672467, -90.378365).  За даними Бюро перепису населення США в 2010 році місто мало площу 7,20 км², уся площа — суходіл.

## Демографія
Згідно з переписом 2010 року, у місті мешкало 7737 осіб у 3068 домогосподарствах у складі 2216 родин. Густота населення становила 1074 особи/км².  Було 3275 помешкань (455/км²).
Расовий склад населення:
| - 60,9 % — білих - 23,9 % — чорних або афроамериканців - 10,7 % — азіатів - 0,2 % — корінних американців - 1,7 % — осіб інших рас |

До двох чи більше рас належало 2,6 %. Частка іспаномовних становила 3,3 % від усіх жителів.
За віковим діапазоном населення розподілялося таким чином: 25,6 % — особи молодші 18 років, 58,0 % — особи у віці 18—64 років, 16,4 % — особи у віці 65 років та старші. Медіана віку мешканця становила 41,8 року. На 100 осіб жіночої статі у місті припадало 88,5 чоловіків;  на 100 жінок у віці від 18 років та старших — 83,3 чоловіків також старших 18 років.
Середній дохід на одне домашнє господарство  становив 119 780 доларів США (медіана — 72 049), а середній дохід на одну сім'ю — 134 695 доларів (медіана — 95 850). Медіана доходів становила 63 125 доларів для чоловіків та 49 100 доларів для жінок. За межею бідності перебувало 4,1 % осіб, у тому числі 1,6 % дітей у віці до 18 років та 1,5 % осіб у віці 65 років та старших.
Цивільне працевлаштоване населення становило 3688 осіб. Основні галузі зайнятості: освіта, охорона здоров'я та соціальна допомога — 35,3 %, науковці, спеціалісти, менеджери — 15,3 %, виробництво — 10,9 %, мистецтво, розваги та відпочинок — 8,8 %.